# Peter Immanuel Dahn
Peter Immanuel Dahn (* um 1735 in Sobernheim; † nach 1802 vermutlich in Kreuznach) war ein Jurist im Dienst der Geistlichen Güterverwaltung der Kurpfalz. Er verfasste 1772 eine General Beschreibung des kurpfälzischen Oberamts Kreuznach.

## Leben
Peter Immanuel Dahn wurde in Sobernheim in der Kurpfalz geboren. Dieser Zweig der Familie Dahn, der in Meisenheim, Kreuznach, Heidelberg, Mannheim und Sobernheim ansässig war, geht zurück auf Johann Henrich Dahn (1647–1708) aus Edesheim, gräflich Nassau-Diezischer (später freiherrlich Steinkallenfelsischer) und freiherrlich Boos von Waldeckscher gemeinschaftlicher Amtmann der Ämter Boos und Abtweiler, Amtskeller zu Meisenheim. Peter Immanuel Dahn war dessen Urenkel und wahrscheinlich ein Sohn von Philipp Julius Dahn (* um 1705; † nach 1784), gräflich Löwenhauptscher Rat und Keller des Florent-Joseph de Lâtre de Feignies (1677–1762) zu Gonnesweiler auf Marienpfort.
Philipp Julius Dahn besaß in Sobernheim das freiadelige Pfalz-Simmernsche Hofgut und erwarb 1770 den benachbarten freiadeligen Rittersitz der Familie Latre de Feignies. 1753 beglaubigte er in Sobernheim als Notar Zeugenaussagen zur Erschießung des Christian Fuchs in Gemünden durch Bauern aus Laufersweiler, 1754 ergriff er als Notar im Namen von Marie Catherine Heeser von Lilienthal und der Baronin Maria Eva von Metzenhausen (* um 1707; † 1781) Besitz von der Herrschaft Linster aus dem Erbe der Boos von Waldeck. 1772 war er in Merxheim unter den erbetenen Testamentszeugen des Freiherrn Philipp Henrich von und zu Stein-Kallenfels (1714–1778). Dessen Vater Carl Casimir von und zu Steinkallenfels (1662–1722), kurpfälzisch-sponheimischem Regierungspräsidenten und Oberamtmann von Trarbach, war eine juristische Disputation von Philipp Jacob Dahn (* um 1675/85; † vor 1740) aus Kreuznach gewidmet, der vermutlich Großvater von Peter Immanuel Dahn war und später kurpfälzischer Regierungs- und Hofgerichtsadvokat in Heidelberg, ab 1720 in Mannheim wurde.
Peter Immanuel Dahn, Sobernheimensis immatrikulierte sich 1753 an der Universität Jena und studierte Rechtswissenschaften. Bei seiner Abreise aus Jena im Mai 1757 widmeten ihm 42 „Freunde und Landesleute“ – Studenten der Theologie, der Rechtswissenschaften und der Medizin – eine gedruckte Ode. Unter den Unterzeichnern waren aus der sponheimischen Kurpfalz Bernhard Georg Buhl aus Kreuznach, ein Jurist, und Johann Friedrich Schreiner (1737–1791) aus Allenbach, später Pfarrer in Hennweiler, aus der Grafschaft Falkenstein Johann Andreas Böhmer aus Framersheim, später Pfarrer in der Pfalz, sowie aus dem Herzogtum Pfalz-Zweibrücken Johann Friedrich Gervinus (* um 1735; † 1826) aus Zweibrücken, später Hofmeister von Karl August von Hardenberg, dann preußischer Gesandter, Bernhard Ludwig Klick aus Bergzabern, später pfalz-zweibrückischer Regierungsrat, und Karl Philipp Koch, später Kirchschaffner, Notar und Friedensrichter in Kusel. 1761 hat sich Peter Emanuel Dahn, Palatino-Sobernheimensis zusammen mit Philipp Henrich Dahn – wohl seinem Bruder – an der Universität Heidelberg immatrikuliert.
Nach dem Studium trat Peter Emmanuel Dahn als Renovator in die Chur-Pfältzische Geistliche Administration in Heidelberg ein. Seine Aufgabe in der Güterverwaltung war es, Erbpachtverträge in regelmäßigen Abständen oder bei einem Wechsel der Pächter zu erneuern („Renovation“), damit die Rechtsverhältnisse auch über längere Zeiträume hinweg gesichert blieben. Darüber hinaus war der Renovator, der vor allem im Außendienst eingesetzt wurde, auch als Landvermesser und Bauträger tätig.
Dahn wurde insbesondere mit der Renovation der auf kurpfälzischem Gebiet liegenden Güter und Gefälle des ehemaligen Klosters Disibodenberg bei Odernheim am Glan im Oberamt Kreuznach beauftragt. Bereits 1570 hatte die Kurpfalz die auf ihrem Territorium gelegenen Disibodenberger Höfe in Sobernheim und Kreuznach eingezogen. Durch den „Seltz- und Hagenbacher Austausch“ von 1768 zwischen der Kurpfalz und Pfalz-Zweibrücken kam mit einigen anderen Gebieten auch die Ruine des ehemaligen Klosters Disibodenberg selbst zur Kurpfalz; die auf Pfalz-Zweibrückener Territorium liegenden geistlichen Gefälle des ehemaligen Klosters waren jedoch ausdrücklich von der Übertragung ausgenommen. Von der kurpfälzischen Kellerei Disibodenberg mit Sitz in Kreuznach mitverwaltet wurden die Schaffnereien der ehemaligen Klöster Kumbd bei Simmern, St. Marienpfort bei Waldböckelheim und Ravengiersburg. In einigen Fällen wurde Dahn auch für andere Schaffnereien tätig wie die der Stifte St. Katharinen zu Oppenheim oder St. Peter zu Kreuznach.
Dahns Vorgänger als Renovator für den Bereich der Disibodenberger Kellerei war Ludwig Conrad Gruber († 1785), der um 1765 Oeconomus und Provisor fisci der Universität Heidelberg wurde. Peter Immanuel Dahn wird zwischen 1764 und 1802 urkundlich als Renovator erwähnt. Nach der Annexion der linken Rheinseite durch die Erste Französische Republik wurde der Disibodenberg 1797 zum Nationaleigentum erklärt.
Belegt sind Renovationen durch Peter Emmanuel Dahn in Bockenau (1765), im Münchwald zwischen Bockenau und Auen (1765), in Lonsheim (1766), zur Münchwiese in Weinsheim (nach 1766), in Monzingen (1782, 1802), zur gräflich von Bretzenheimischen Boßeler Wieß in der Kloster Sponheimer Gemarkung zwischen Sponheim, Braunweiler und Mandel (1788), zum Hinterwald zwischen der Kreuznacher Saline Thedorshalle und Münster am Stein oder zur Heimel-Wiese in der Waldböckelheimer und Nußbaumer Gemarkung (1789).
Als nach einer Naheüberschwemmung ein neu entstandenes Feldstück im Mittelsten Brückes bei der städtischen Pfingstweide (Pfingstwiese), das an 20 Morgen Erbbestand der Disibodenberger Kellerei angrenzte, vom Kreuznacher Stadtrat als Landzuwachs versteigert wurde, führte Dahn ab etwa 1774 einen Prozess gegen den Erbbeständer Christian Prinz, einen Ratsverwandten in Kreuznach, und fertigte Lagepläne an. Die strittige Grenze durch den Herrenwald (Heer-Wald) zwischen „Uden Capplen“ und Sien-Hoppstädten hat Dahn 1776 „nach älteren Gräntz-Beschreibungen, sichtbahrn Mählern und Nachrichten alter Leute gestellet“.
Zum Schutz der Felder und Saaten vor Überschwemmungen setzte sich Dahn für Maßnahmen des Flussbaus wie die Eindeichung von sogenannten Wallbächen (schnell aufwallenden Bächen) ein.
„Hr. Renov. Dhan“ gehörte 1786 in Kreuznach zu den Subskribenten der ersten Gedichtsammlung von Isaak Maus, dem „Bauersmann in Badenheim“. Philippus Julius Dahn Crucenacensis (* um 1770), der sich 1788 in Heidelberg immatrikulierte, verheiratet seit 1796 mit Anna Elisabetha Kuß aus Weinsheim, war ein Sohn von Peter Immanuel Dahn.
Der Oberamts-Renovator im Oberamt Kreuznach Dahn ließ 1791/92 an der Stelle des eingestürzten Kilianstors das Kreuznacher Mühlentor (am Ende der heutigen Mühlenstraße) errichteten, das 1877 niedergelegt wurde.

## General Beschreibung des Churpfälzischen OberAmts Creuznach
Peter Immanuel Dahn verfasste 1772 als Manuskript eine General Beschreibung des kurpfälzischen Oberamts Kreuznach, die zahlreiche Angaben zur Topographie, zur politischen und religiösen Struktur und Geschichte, zum aktuellen und früheren Gebäudebestand oder zur Wirtschafts- und Sozialstruktur der Region enthält. Den kurpfälzischen Oberämtern war durch Erlass vom 16. Januar 1772 „gnädigst aufgegeben“ worden, Amtsbeschreibungen vorzulegen. Auch im benachbarten badisch-sponheimischen Oberamt Kirchberg wurde 1772 eine Amtsbeschreibung angefertigt.
Der Abschnitt Geographische Beschreibung der Stadt und Gemark Kreuznach ins besondere der Handschrift weist in Aufbau und Formulierungen wörtliche Parallelen zu der in lateinischer Sprache verfassten Schrift Crucenacum Palatinum von Johann Heinrich Andreae (1728–1793) auf, die 1780–1784 in Teilbänden erschien. Dahns Manuskript von 1772 diente Andreae, der aus Kreuznach stammte und 1758 bis 1789 Rektor des Reformierten Gymnasiums in Heidelberg war, als Vorlage, die er passagenweise in das Lateinische übersetzte und in sein Buch aufnahm.

## Werke
- Kolorierte bzw. lavierte Federzeichnungen, grün-gelb-rot oder grün-rot-braun-blau, 1765, 1781, 1788, 1789; Landeshauptarchiv Koblenz (Bestand 33 Reichsgrafschaft Sponheim, Karte 2555, S. 41/42 (Hinterwald bei Münster am Stein); Bestand 702 Karten und Pläne, Karten 530 (Boßeler Wieß in der Gemarkung Kloster Sponheim), 532–534 (Kreuznach, Brückes und Pfingstwiese),[43] 11911 (Heimel-Wiese in der Waldböckelheimer und Nußbaumer Gemarkung), 11912 (Münchwiese in Weinsheim), (11930–11933 (Bockenau)?), 11935 (Münchwald zwischen Bockenau und Auen) und 14368 (Herrenwald zwischen Sien-Hoppstädten und Kappeln)) (Digitalisate des Landeshauptarchivs Koblenz bei www.archivdatenbank.lha-rlp.de)
- Gnädigst aufgegebene General Beschreibung des Churpfälzischen OberAmts Creuznach. Gestellt von P. I. Dahn et[iam][54] Renovat[or] E[ius]d[em] (= auch Renovator desselben) Anno 1.7.7.2., Handschrift 1772; Bayerische Staatsbibliothek München (Cgm 2654) (Digitalisat der Bayerischen Staatsbibliothek München)
- Bemerkungen und wirthschaftliche Gedanken über das Anlaufen der Wallbäche, in Rücksicht ihrer Leitung und ihrer Uferbaue, zur Bewahrung der anliegenden Felder. In: Physikalisch-ökonomische Zeitung. Eine Monathsschrift 2, Heft 3 (1786, 7–9), S. 123–130[55]